# Битка при Калиникум
Битката при Калиникум (Callinicum) се провежда в Сирия на Великден, 19 април 531 г., между войските на Източната римска империя с командир Велизарий и сасанидските перси с командир Азарет (Azarethes).
След пораженията в Битката при Дара през 530 г. сасанидите (20 000) навлизат през април 531 г. до Киркесиум (Circesium) в Сирия и пресичат Ефрат в посока север. При Калиникум византийският пълководец Велизарий заедно с генерал Мунд ги посреща с 20 000-на войска. Битката завършва без резултат. След битката Мунд става magister militum per Orientem на мястото на Велизарий.